# Стефанов, Атанас
Атанас Стефанов Стефанов (13 сентября 1891, село Миндя, близ Велико Тырново — 12 сентября 1944, Луковит) — болгарский военачальник, генерал-лейтенант (1943).

## Образование
Окончил Военное училище (1912), пулемётное училище при Первой армии (февраль 1918), штаб-офицерский курс Военного училища (1922), Военную академию в Софии (1926).

## Военная служба
- В 1912 — командир взвода в 18-м пехотном полку.
- В 1912—1913 участвовал в Балканских войнах.
  - С 22 сентября 1912 — командир 6-й роты в 18-м пехотном полку.
  - С 21 декабря 1912 — командир взвода, затем командир 2-й роты во 2-м пехотном полку.
  - С 30 января 1913 — вновь командир 6-й роты в 18-м пехотном полку.
- С августа 1913 по 1914 — командир взвода, временный командир роты в 18-м пехотном полку.
- В 1915 — адъютант 2-й бригады 5-й пехотной дивизии.
- В 1915—1918 участвовал в Первой мировой войне.
  - С 10 сентября 1915 по 25 ноября 1916 — вновь командир 6-й роты в 18-м пехотном полку.
  - С 25 ноября 1916 по 1 сентября 1917 — инструктор в школе подпоручиков запаса (командир 3-го взвода 4-й пулемётной роты).
  - С 1 сентября 1917 по 30 сентября 1918 — командир роты (6-й, затем 4-й пулемётной), а с 25 августа 1918 — заместитель командира 1-й дружины (батальона) в 18-м пехотном полку.
- В 1919—1920 — командир нестроевой роты в Тырново.
- В 1921—1922 — командир роты, с 13 июня 1922 — заведующий хозяйством в 4-м пехотном батальоне.
- В 1923 служил в 3-м пограничном секторе.
- В 1923—1924 — командир 2-й роты юнкеров в Военном училище.
- С 17 мая 1926 по 1 августа 1927 стажировался в секции ІІв мобилизационного отдела штаба армии.
- С 31 августа 1927 по 4 марта 1928 стажировался в Дирекции воздухоплавания.
- С 1 апреля 1928 по 1 июня 1933 — командир учебного батальона при пехотной школе.
- С 1 июня 1933 по 1 июля 1935 — начальник отделения штаба армии.
- С 1 июля по 1 ноября 1935 — начальник штаба 4-й армейской области.
- С 1 ноября по 18 ноября 1935 — начальник оперативного отдела штаба армии.
- С 18 ноября 1935 по 1 ноября 1936 — начальник пехотной школы, редактор журнала «Съвременна пехота».
- С 1 ноября 1936 — командир 5-й пехотной дивизии.
- С 25 сентября 1940 — командующий фронтом прикрытия.
- С 11 августа 1941 — командир 4-й армии.

При формировании правительства Константина Муравиева в 1944 регенты Болгарии (князь Кирилл, Богдан Филов и генерал Никола Михов) предложили кандидатуру генерала Стефанова на пост военного министра. Однако члены нового кабинета выразили негативное отношение к этому предложению, так как у Стефанова была репутация германофила, что могло осложнить переговоры Болгарии со странами антигитлеровской коалиции. В результате министром был назначен генерал Иван Маринов, принявший вскоре активное участие в свержении правительства Муравиева.
Через несколько дней после переворота 9 сентября 1944 генерал Стефанов был убит коммунистическими партизанами в Луковит, на улице перед своим домом.

## Звания
- С 2 августа 1912 — подпоручик.
- С 2 августа 1914 — поручик.
- С 20 июля 1917 — капитан.
- С 27 ноября 1923 — майор.
- С 5 декабря 1927 — подполковник.
- С 18 июля 1934 — полковник.
- С 1 января 1940 — генерал-майор.
- С 1 января 1943 — генерал-лейтенант.

## Награды
- орден «За храбрость» 4-й степени, 1-го и 2-го класса.
- орден святого Александра 3-й и 5-й степеней.
- орден «За военные заслуги» 4-й степени на военной ленте.
- Железный крест  2-го класса (Германия).

## Биография
- Биография (недоступная ссылка)  (болг.)